# Ланглуа, Шарль Виктор
Шарль-Викто́р Ланглуа́ (фр. Charles-Victor Langlois; 26 мая 1863, Руан — 25 июня 1929, Париж) — французский историк и палеограф, который специализировался на изучении Средневековья, преподавал в Парижском университете.

## Биография
Рождённый в Руане, Ланглуа обучался в школах Эврё и Парижа. В школьные годы значительное влияние на него оказал историк Анри Лемонье (Henri Lemonnier).
Ланглуа получил диплом архивариуса-палеографа в Национальной школе хартий, оказавшись первым студентом в рейтинге, одновременно обучался на факультетах искусств и права Парижского университета. За выдающиеся успехи был освобождён от прохождения полного периода стажировки, необходимого для преподавателей вузов, и начал преподавать в университете Дуэ, затем — в Университет Монпелье, где получил степень доктора литературы в 1887 году. Затем перешёл в Парижский университет. Он был директором Национального архива Франции с 1913 по 1929 год.
В 1917 году был избран членом, а в 1925 году был президентом Академии надписей и изящной словесности. Членкор Американской академии медиевистики (1927).
Его работа 1897 года «Введение в изучение истории», написанная совместно с Шарлем Сеньобосом, считается одним из первых всеобъемлющих руководств, обсуждающих использование научных методов в исторических исследованиях. Ввёл в научный обиход термин "пламенеющая готика".
Был женат на дочери М. Бертло.

## Работы
- Charles-Victor Langlois, Le Règne de Philippe III le Hardi (1887)
- Charles-Victor Langlois, Henri Stein, Les Archives de l’histoire de France (1891)
- Charles-Victor Langlois, Charles Seignobos, Introduction aux études historiques (1897)
- Charles-Victor Langlois, Manuel de bibliographie historique (1901, 1904)
- Charles-Victor Langlois, La Connaissance de la nature et du monde au Moyen Âge (1911)
- Charles-Victor Langlois, Saint-Louis, Philippe le Bel, les derniers Capétiens directs (1911)
- Charles-Victor Langlois, La Vie en France au Moyen Âge : de la fin du XIIe au milieu du XIVe siècle (1927)

На русском
- Ланглуа Ш.-В. Инквизиция. — Вузовская книга, 2010. — 72 с. ISBN 978-5-9502-0481-4
- Ланглуа Ш.-В. Филипп Красивый и его сыновья. Франция в конце XIII – начале XIV века / Пер. М. Ю. Некрасова. — СПб.: Евразия, 2022. — 320 с. ISBN 978-5-8071-0514-1
- Ланглуа Ш. В., Сеньобос Ш. Введение в изучение истории. / Пер. с французского А. Серебряковой. Под ред. и со вступительной статьей Ю. И. Семенова. — М.: Государственная публичная историческая библиотека России, 2004. — 305 с.